# Blosibach
Der Blosibach ist ein rund 0,95 Kilometer langer rechter Nebenfluss des Liebochbaches in der Steiermark. Er entspringt südwestlich des Hauptortes von Stiwoll und mündet südlich des Ortes in den Liebochbach.